# Arri (equipament cinematogràfic)

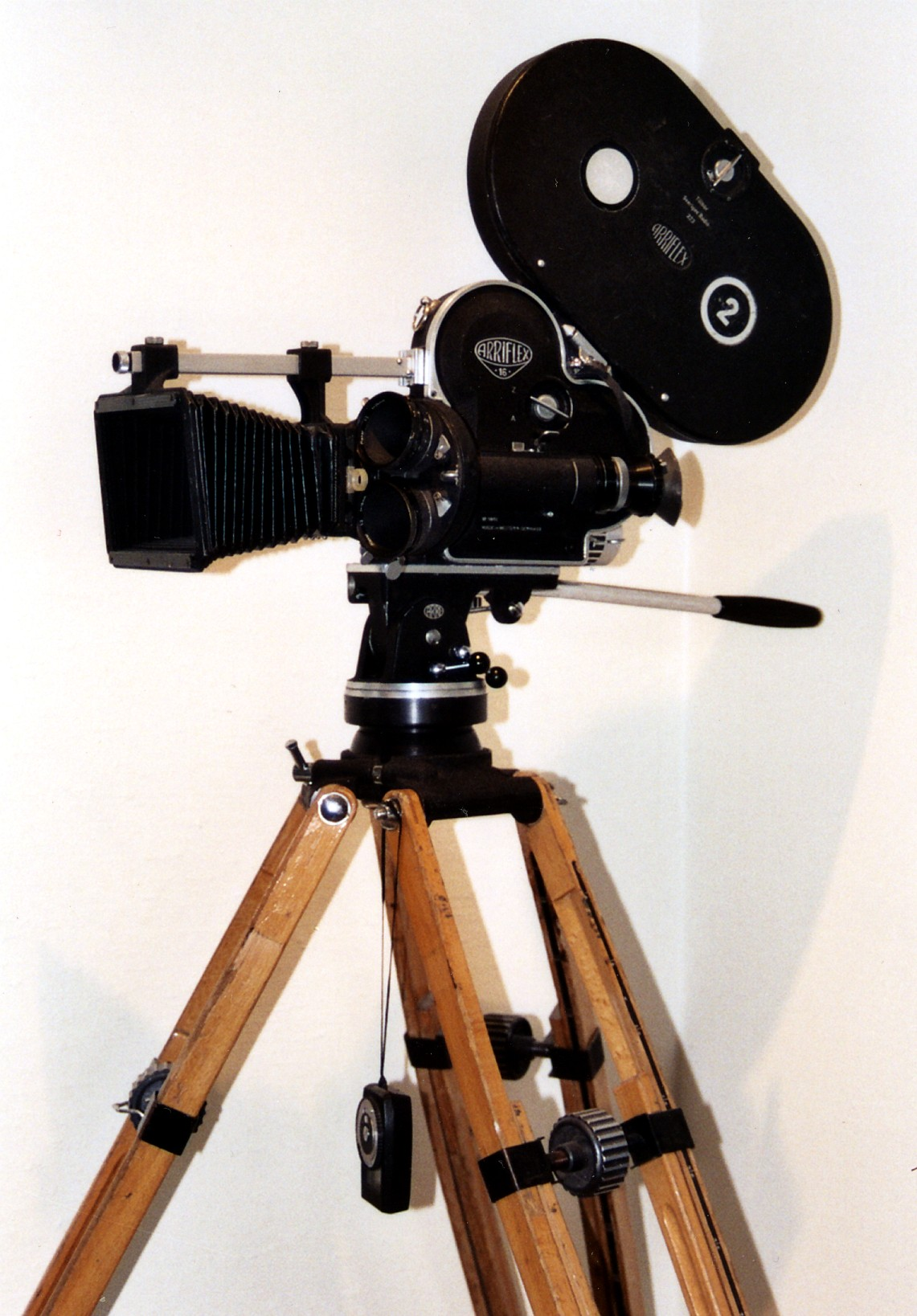
La Arriflex 16ST, una popular càmera de cinema que funciona amb pel·lícula de 16 mm.

The Arri Group és una companyia proveïdora d'equipament cinematogràfic alemanya.

## Història
Arri es va fundar a Múnic, Alemanya, com Arnold & Richter Cinema Technik en 1917. Va ser batejada així pels cognoms dels seus creadors, August Arnold i Robert Richter, produïen equips, càmeres i il·luminació per a cinema professional. Hermann Simon va esmentar a Arri en el seu llibre Hidden Champions of the 21st Century com un exemple de «Campions ocults».
El 1924, Arnold i Richter van desenvolupar la seva primera càmera cinematogràfica, la petita i portàtil Kinarri 35. El 1937, Arri va introduir el primer obturador de mirall réflex a la seva càmera Arriflex 35, una invenció del seu enginyer per llarg temps Erich Kästner. Aquesta tecnologia utilitzava un mirall rotatori que li permetia a l'operador de càmera tenir una vista lliure de paral·laxi mentre un motor feia funcionar la càmera, al mateix temps que podia enfocar la imatge mirant a través d'un visor de manera similar a una càmera fotogràfica SLR. Aquesta tècnica encara és utilitzada en les càmeres cinematogràfiques. La primera pel·lícula de Hollywood a ser rodada amb una Arriflex va ser La senda tenebrosa, dirigida per Delmer Daves en 1947. A través dels anys es van fabricar més de 17 000 Arriflex 35.
La primera temporada de Twin Peaks (1990), va ser grabada en film de 35mm de Fuji i amb càmeres i objectius Arriflex.
A l'abril de 2016, Arri va adquirir de Sachtler/Vitec Videocom el sistema Artemis d'estabilització de càmeres desenvolupat per Curt O. Schaller.